# Reino de Damote
Reino de Damote (em amárico: ዳሞት) era um reino medieval onde hoje está localizada a Etiópia, ele era habitado pelos povos uelaitas e sidamas.   O território estava localizado na região abaixo do Nilo Azul. 

## Histórico
Damote se tornou uma entidade independente até a conquista da região pelo imperador Ámeda-Sion I no século XIV e a partir daí permaneceu sob a influência do poder da dinastia salomónica sobre ele.  Originalmente localizados ao sul do rio Abai e a oeste do Muguer,  sob a pressão dos ataques dos Oromas, foram forçados a se estabelecer ao norte do rio Abai, no sul da Região de Gojam, entre 1574 e 1606. 
Damote foi um estado poderoso que forçou o Sultanato de Xoa a pagar impostos e aniquilou os exércitos do Reino Zagué enviados para subjugar a região. Conquistou vários territórios muçulmanos e cristãos,  a ponto do Xoa muçulmano e o novo estado cristão abissínio governado por Iecuno-Amelaque serem obrigados a formarem uma aliança para combater a influência de Damote na região. 
Os reis de Damote tinham o título de Motalami, residiam em uma cidade que, segundo a hagiografia de Tacla Haimanote, se chamava Maldarede. 
Algumas fontes afirmam que o reino acabou se reduzindo e passou a se tornar o Reino de Uolaita entre os séculos XIII e XVI, época em que foram governados pela dinastia Uolaita Mala  e cujo território se estendia para o leste além do rio Muguer até o Jama. 